# Stjepan Kulinić
Stjepan Kulinić (– 1236.), bosanski ban od 1204. do 1232. godine.

## Životopis
Stjepan Kulinić je bio treći poznati vladar samostalne bosanske države. Bio je sin Kulina bana i, najvjerojatnije, njegove supruge, banice Vojslave. Aktivno je učestvovao u događanjima vezanim za papinu istragu religije Kulina bana i Vojslave. Stjepan i njegova supruga, banica Ancila, imali su sina, usorskog kneza Sebislava.
U tom razdoblju se javljaju vjerski problemi oko upravljanja katoličkom crkvom u Bosni i pitanjima njenog (katoličkog) pravovjerja. Papa Grgur IX. (1227. – 1241.) odlučio je ovaj put stvarno pokrenuti rat kako bi konačno riješio probleme hereze. U okviru tog plana pokrenuo je vrlo živu diplomatsku aktivnost.  
Po svemu sudeći bio je gorljivi katolik i zbog toga je imao problema s lokalnim plemstvom. Pred kraj njegove vladavine u Bosnu dolazi inkvizicija i u Vitezu u trajanju od desetak godina spaljuje nekoliko desetina heretika. To je dovelo do negativne reakcije pučanstva i svrgavanja s vlasti 1232. (ili dvije do tri godine kasnije) u južnom dijelu banovine (Središnja Bosna i Vrhbosna). Povukao se u Usoru, na posjed svoga sina, kneza Sibislava, gdje je najkasnije do 1236. umro.

## Vanjske poveznice
| Prethodnik: | Bosanski ban 1204. – 1232. | Nasljednik:    |
| Kulin       | Bosanski ban 1204. – 1232. | Matej Ninoslav |